# Energi i Sverige

Sveriges energikonsumtion 1800 - 2023.

Energi i Sverige avser att översiktligt sammanfatta alla aspekter på energikällor såsom tillgång på energiråvaror, deras omsättning, utvinning, användning och restproduktshantering liksom frågor kring energiomställning och energiomvandling i landet.
Målet för  i Sverige är att energiintensiteten, det vill säga förhållandet mellan den totala energitillförsel och BNP ska minska med 50 procent mellan 2005 och 2030. Under perioden 2005 till 2021 har energiintensiteten minskat med 33,5 % till 9,43 kWh/100 SEK BNP.
Sverige är en stor konsument av energi. Den höga användningen beror delvis på det kalla klimatet och delvis på den högt utvecklade och energikrävande industrin. År 2023 uppgick Sveriges utsläpp av växthusgaser till 44,4 miljoner ton koldioxidekvivalenter vilket är 4,2 ton koldioxid per år och person, vilket är lägre än genomsnittet för industriländerna. Detta förklaras av den stora användningen av biobränslen i Sverige. Biomassa stod 2022 för 30% av energitillförseln, 145 TWh.  Användningen av förnybar energi i förhållande till slutlig energianvändning var 63 procent under 2021. Under de senaste tio åren har andelen förnybart ökat med 15 procentenheter.  Sverige producerade 2023 170 TWh el. Nettoexporten var betydande, 28,7 TWh. Exporten var störst till Finland, Danmark och Litauen. Vattenkraften var den viktigaste källan till elproduktion och stod för 40 % av produktionen, följd av Kärnkraft 29 %, Vindkraft 21 %,  kraftvärme i huvudsak baserad på biobränslen 8% och solkraft 2 %. En minskad användning av råolja och petroleumprodukter och en ökning av användning av förnybar energi har präglat svensk slutlig energiförbrukning sedan oljekriserna på 1970-talet. El dominerar som energikälla i den slutliga energiförbrukningen men konsumtionsnivån har varit förhållandevis konstant sedan mitten av 1980-talet. Fjärrvärme baserad på biobränsle försörjer flerfamiljshusen medan värmepumpar baserade på el försörjer mycket av småhusen.  

Sveriges elproduktion från 1913

Under sin historia, delvis tack vare förekomsten av rikliga resurser av vattenkraft och också genom sin industri (särskilt ASEA senare  ABB) var Sverige bland pionjärerna inom elområdet. Härnösand var en av de första städerna i Europa att ha elektrisk gatubelysning, den första 380 kV högspänningsledning installerades i Sverige, som högspänningskabel för likström. Landet var också bland de första att elektrifiera sina  järnvägar. 
Idag pågår en grön förnyelse av industrin i Sverige. Det byggs fabriker för tillverkning av batterier för fordon på flera orter. Samtidigt byggs nya stålverk som ska göra fossilfritt stål med hjälp av vätgas istället för kol. Olika projekt pågår för att med hjälp av vätgas gör fordonsbränsle till flyg och fartygstrafik. 

## Översikt
| År                                                                                   | Befolkning (miljoner) | Primär energiförsörjning (TWh) | Energiproduktion (TWh) | Nettoimport av energi (TWh) | Elektricitetsförbrukning (TWh) | CO2-utsläpp (Mt) |
| ------------------------------------------------------------------------------------ | --------------------- | ------------------------------ | ---------------------- | --------------------------- | ------------------------------ | ---------------- |
| 2004                                                                                 | 8,99                  | 627                            | 408                    | 236                         | 138,7                          | 52,2             |
| 2007                                                                                 | 9,15                  | 586                            | 391                    | 221                         | 139,4                          | 46,2             |
| 2008                                                                                 | 9,26                  | 577                            | 387                    | 229                         | 137,1                          | 45,9             |
| 2009                                                                                 | 9,30                  | 528                            | 353                    | 207                         | 131,5                          | 41,7             |
| 2010                                                                                 | 9,38                  | 596                            | 390                    | 229                         | 140,1                          | 47,6             |
| 2012                                                                                 | 9,45                  | 570                            | 378                    | 219                         | 132,6                          | 44,9             |
| 2012R                                                                                | 9,52                  | 583                            | 421                    | 179                         | 136,0                          | 40,4             |
| 2013                                                                                 | 9,60                  | 573                            | 408                    | 193                         | 133,2                          | 37,5             |
| 2015                                                                                 | 9,80                  | 529                            | 395                    | 170                         | 133,2                          | 37,1             |
| 2017                                                                                 | 10,1                  | 572                            | 419                    | 165                         | 136,7                          | 37,6             |
| 2019                                                                                 | 10,3                  | -                              | -                      | -                           | 138,3                          | -                |
| Förändring 2004-17                                                                   | 12,3%                 | −8,8%                          | 2,7%                   | −30,1%                      | −1,4%                          | -28%             |
| Energidata omvandlat från Mtoe med omvandlingsfaktor 1 Mtoe = 11,63 TWh. 1. 2. 3. 4. |                       |                                |                        |                             |                                |                  |

## Tillgångar
Sveriges riksdag har rangordnat primärenergikällor utifrån energikvalitet:
1. El från vatten, vind, sol, kärnkraft etc.
2. Fossila bränslen
3. Biobränslen
4. Solvärme/geotermisk värme

### Inhemska

#### Skog och energigrödor
Biomassa stod 2022 för 30% av energitillförseln, 145 TWh. Den svenska skogen täcker nästan 28 miljoner hektar, vilket motsvarar 54 % av landytan och 19 % av skogarna i Europeiska unionen. Sverige är världens näst största exportör av papper, massa och trä, efter Kanada. Skogsindustrin skapar olika ”avfall”, såsom svartlut, sågspån och skogsrester vars förbränning kan utnyttjas för energiändamål.
Energiskog är skog som odlas för ändamålet att bli ett biobränsle.

#### Vattendrag
Tack vare skandinaviska fjällkedjan och den fuktighet som Golfströmmen för med sig i form av nederbörd genomkorsas Sverige av många floder, däribland flera som vid sina mynningar har en genomsnittlig vattenföring större än 200 m3/s, särskilt i norra landet. Vattenkraftens energiresurser definieras av fallhöjd och flöde. Vattenmagasin fångar upp vårfloden av smältvatten och lagrar vattnet vilket gör elproduktionen reglerbar.    Vattenmagasinens storlek, fallhöjd och fyllnadsgrad avgör hur mycket energi som vattnet i magasinet kan generera. Medelvattenföring ger en uppfattning om möjliga effektuttag på den platsen och är för några av de större vid mynningen:  i Göta älv (570 m³ /s), Ångermanälven (500 m³ /s), Luleälven (506 m³ /s), Indalsälven (450 m³ /s), Umeälven (440 m³ /s), Torneälven (390 m³ /s), Dalälven (353 m³ /s), Kalixälven (290 m³ /s) och Ljusnan (227 m³ /s).

#### Vind
Vindkraft i Sverige med utveckling av den moderna vindkraften började i mitten av 1970-talet. Utbyggnaden började i Sveriges slättbygder där även små vindkraftverk fungerade väl utan att läas av skog. Teknikutvecklingen med större större och effektivare vindkraftverk är stark. Jämfört med de äldsta små verken har de nya 100 ggr större effekt. Skog är inte längre något hinder för dessa större verk. Det fanns november 2023 50 tillståndsgivna projekt som ännu inte börjat byggas, som om de byggs ut kan ge ytterligare 25 TWh el/år. 71 projekt har sökt men ännu inte fått miljötillstånd. Om dessa byggs tillförs 183 TWh el/år, huvudsakligen från havsbaserad vindkraft. Havsbaserade vindkraftverk kan byggas större än landbaserad då storleken inte begränsas av vad som kan transporteras på väg. Nya havsbaserade vindkraftverk byggs nu med effekter på 15 MW. SWECO analyserade år 2017 den tekniska potentialen för havsbaserad vindkraft i svenska farvatten till cirka 3 000 TWh/år.

#### Sol
Svensk solkraft stod år 2022 för 1,2% av elproduktionen. Solkraften levererade 2 TWh. Elproduktionen med sol växer snabbt. Från att i huvudsak byggts på tak växer nu stora solparker nere på marken.

### Importerade

#### Kärnbränsle

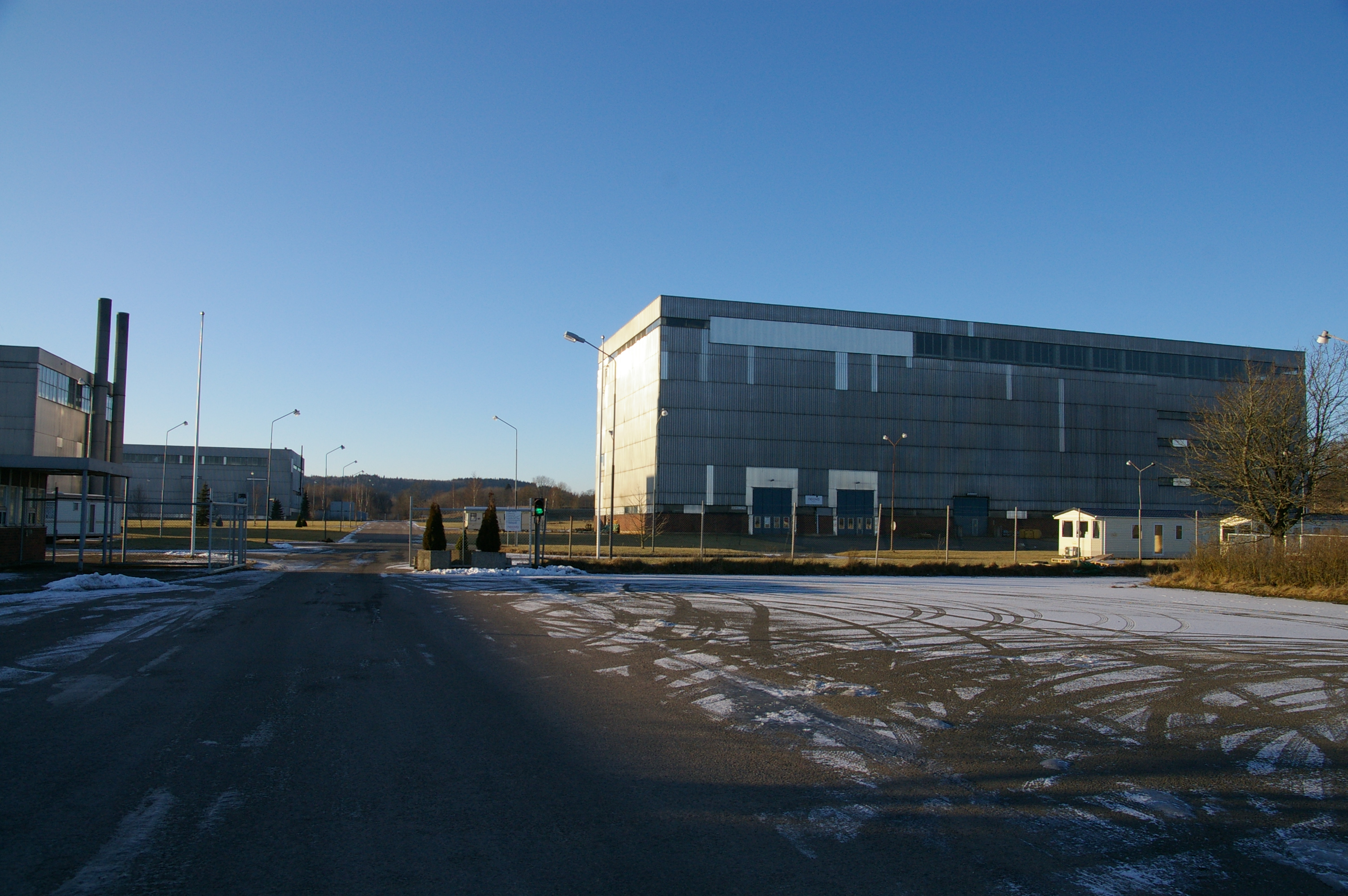
Stängd anrikningsanläggning för Ranstad Urangruva 2009

Uran: Från 1950 har prospektering bedrivits i Sverige efter uranfyndigheter. Ett flertal hittades och inhemsk uranbrytning från alunskiffer förekom i Ranstad som en del i Den svenska linjen. Mellan 1965 och 1969 utvanns 213 ton uran. Men på grund av den låga uranhalten och hög kostnad för utvinningen har aktiviteten avbrutits och undersökningarna lades ned år 1985. Nyligen har dock utforskning återupptagits, driven av stigande priset på uran och förbättrade drifttekniker. Sverige står för 27 % av urantillgångarna i Europa. Uranbehovet tillgodoses numera genom import, främst från Australien, Namibia, Kanada och Ryssland och uppgår till ca 2.000 ton per år.[källa behövs] Ryssland står för ca 40% av importen. Riksdagen beslöt 2018 att förbjuda uranbrytning i Sverige.

#### Fossila bränslen
Inhemska förekomster är små, men utvinning ur oljeskiffer och stenkol har förekommit i kristid.
Stenkol: Under 1980-talet spåddes renade kolbränslen en ny framtid och en ökning av importerat kol kunde noteras. En hotande global uppvärmning har dock vänt trenden.
Petroleum:
Naturgas:

## Tillförsel
Sverige producerade 2023 170 TWh el. Nettoexporten var betydande, 28,7 TWh. Exporten var störst till Finland, Danmark och Litauen. Vattenkraften var den viktigaste källan till elproduktion och stod för 40 % av produktionen, följd av Kärnkraft 29 %, Vindkraft 21 %, Kraftvärme i huvudsak baserad på biobränslen 8% och solkraft 2 %. Sveriges andel av el från förnybara källor var 68,4% år 2022. Den el som produceras i Sverige är till drygt 98 procent fossilfri vilket innebär mycket låga klimatutsläpp. Denna mix gjorde att Sveriges utsläpp av växthusgaser år 2022 uppgick Sveriges till 45,2 miljoner ton koldioxidekvivalenter vilket är 4,3 ton koldioxid per år och person, vilket är lägre än genomsnittet för industriländerna. 

Sveriges elproduktion från 1913.

### Vattenkraft
- Lista över vattenkraftverk i Sverige

### Kärnkraft

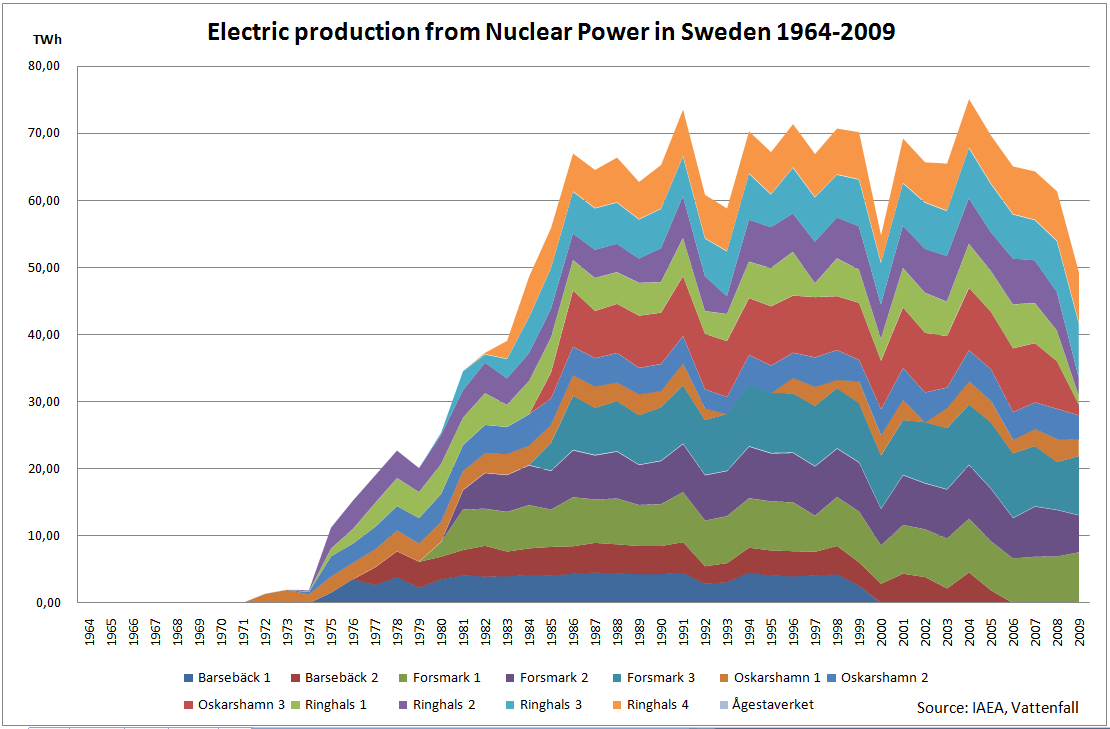
Produktionen från de svenska kommersiella reaktorerna 1964-2009

Kärnkraft stod 2023 för 29 % av svensk elförsörjning, totalt 46,7 TWh. Det finns idag sex kärnreaktorer i drift, vilket gör Sverige till ett av kärnkraftstätaste länderna i världen. Reaktorerna är numera fördelade på endast tre kustlägen: Forsmarks kärnkraftverk, Oskarshamns kärnkraftverk och Ringhals kärnkraftverk. Barsebäcks kärnkraftverk stängdes 2005. Oskarshamn2, O2 togs ur drift 2015 och O1 2017. Ringhals 2, R2, togs ur drift 2019 och R1 2020.

### Vindkraft
Utbyggnaden av vindkraften i Sverige fortsätter i snabb takt. Vindkraften bidrog 2023 med 34,5 TWh el vilket var 21 % av elproduktionen och 26 % av elanvändningen. Räknat i MW ligger dock Sverige långt efter de länder som bygger mest vindkraft i Europa till exempel  och Tyskland (61 357 MW) och Spanien (25 808 MW).
| Vindkraft i Sverige 1990-2023 | Vindkraft i Sverige 1990-2023 | Vindkraft i Sverige 1990-2023 | Vindkraft i Sverige 1990-2023 | Vindkraft i Sverige 1990-2023 | Vindkraft i Sverige 1990-2023 | Vindkraft i Sverige 1990-2023 | Vindkraft i Sverige 1990-2023 | Vindkraft i Sverige 1990-2023 | Vindkraft i Sverige 1990-2023 | Vindkraft i Sverige 1990-2023 | Prognos 2024 - 2026 | Prognos 2024 - 2026 | Prognos 2024 - 2026 |
|                               | 1990                          | 1995                          | 2000                          | 2005                          | 2010                          | 2015                          | 2020                          | 2021                          | 2022                          | 2023                          | 2024                | 2025                | 2026                |
| ----------------------------- | ----------------------------- | ----------------------------- | ----------------------------- | ----------------------------- | ----------------------------- | ----------------------------- | ----------------------------- | ----------------------------- | ----------------------------- | ----------------------------- | ------------------- | ------------------- | ------------------- |
| Effekt (MW)                   | 8                             | 67                            | 241                           | 522                           | 2 018                         | 5 818                         | 10 082                        | 12 116                        | 14 278                        | 16 500                        | 17 234              | 18 292              | 19 549              |
| El (GWh)                      | 6                             | 106                           | 447                           | 935                           | 3 487                         | 16 323                        | 27 525                        | 27 108                        | 33 087                        | 34 500                        | 45 000              | 52 000              | 56 000              |

## Energianvändning
Se även Energianvändning i Sverige

Nyregistrerade personbilar efter drivmedel

Sverige ägnar sig likt flertalet industriländer åt många energikrävande aktiviteter, vilka främst omsätter stora mängder el, privat och kommersiellt. Ett exempel är skogs- och pappersindustrin, båda energiintensiva industrier, vilka dock till stor del är självförsörjande. Den höga konsumtionen beror dels på det kalla klimatet dels på annan högt utvecklad och energikrävande industri. Byggnadsuppvärmning och transporter kräver därtill även andra energiråvaror. Energianvändningen uppgick 2017 till 55 MWh per person och år.
Sveriges riksdag beslutade i juni 2006 att energianvändningen i bostäder ska minskas med en femtedel per ytenhet till år 2020. Till år 2050 skall energianvändningen ha halverats. Till år 2020 ska beroendet av fossila bränslen för energianvändning inom bebyggelsen vara brutet. Stöd kan ges för övergång till fjärrvärme, biobränsleeldade värmesystem, värmepumpar eller soluppvärmning. Större bensinstationer måste från 2006-04-01 föra förnybara drivmedel. Lagen stimulerar försäljning av etanol. Under åren 2006 och 2007 gavs stöd även till andra alternativa drivmedel. Energieffektiviseringen inom samhället ska uppgå till minst 20 %.
| Sveriges totala energianvändning 1990, 2001–2006 och 2017 (TWh) | Sveriges totala energianvändning 1990, 2001–2006 och 2017 (TWh) | Sveriges totala energianvändning 1990, 2001–2006 och 2017 (TWh) | Sveriges totala energianvändning 1990, 2001–2006 och 2017 (TWh) | Sveriges totala energianvändning 1990, 2001–2006 och 2017 (TWh) | Sveriges totala energianvändning 1990, 2001–2006 och 2017 (TWh) | Sveriges totala energianvändning 1990, 2001–2006 och 2017 (TWh) | Sveriges totala energianvändning 1990, 2001–2006 och 2017 (TWh) |
| År                                                              | Industri                                                        | Transporter inrikes                                             | Bostäder                                                        | Transporter utrikes                                             | Totalt                                                          |                                                                 |                                                                 |
| --------------------------------------------------------------- | --------------------------------------------------------------- | --------------------------------------------------------------- | --------------------------------------------------------------- | --------------------------------------------------------------- | --------------------------------------------------------------- | --------------------------------------------------------------- | --------------------------------------------------------------- |
| 1990                                                            | 140                                                             | 83                                                              | 150                                                             | 31                                                              | 576                                                             |                                                                 |                                                                 |
| 2001                                                            | 152                                                             | 89                                                              | 155                                                             | 42                                                              | 625                                                             |                                                                 |                                                                 |
| 2002                                                            | 154                                                             | 93                                                              | 153                                                             | 40                                                              | 622                                                             |                                                                 |                                                                 |
| 2003                                                            | 157                                                             | 94                                                              | 154                                                             | 43                                                              | 626                                                             |                                                                 |                                                                 |
| 2004                                                            | 157                                                             | 97                                                              | 151                                                             | 48                                                              | 648                                                             |                                                                 |                                                                 |
| 2005                                                            | 154                                                             | 99                                                              | 149                                                             | 48                                                              | 639                                                             |                                                                 |                                                                 |
| 2006                                                            | 157                                                             | 101                                                             | 145                                                             | 45                                                              | 625                                                             |                                                                 |                                                                 |
| 2017                                                            | 143                                                             | 88                                                              | 146                                                             | 38                                                              | 565                                                             |                                                                 |                                                                 |
| Transporter utrikes: sjöfart och annat, Bostäder och service    |                                                                 |                                                                 |                                                                 |                                                                 |                                                                 |                                                                 |                                                                 |

Masugnarna i Oxelösund och Luleå använder importerad stenkol. Ett utvecklingsarbete pågår för att ersätta stenkolen med vätgas. Petroleumprodukter används framför allt till bränslen som bensin och dieselolja för transporter. Kraftindustrin har nästan fasat ut dessa råvaror. Användningen av biodrivmedel inom transportsektorn ökar snabbt och uppgick till 19 TWh 2017 vilket var 22 % av transportsektorns energianvändning .
Hetvattencentraler och kraftvärmeverk baserade på biobränslen förser tätorter med fjärrvärme, medan annan vattenburen värme från värmepumpar och bergvärme plus direktverkande elvärme och enskilda biobränslepannor dominerar lokaluppvärmningen i glesbygden.
Elmarknadens aktörer påverkas alltmer av olika styrmedel för att motverka global uppvärmning. Producenterna styrs av utsläppsrätter för koldioxid och av elcertifikat och konsumenterna av energimärkning för att skapa medvetenhet om energieffektivisering.

## Miljöfrågor och restprodukthantering
Alla led i energins väg från utvinning av råvaran, bearbetning, förädling, användning och restprodukthantering leder till någon form av påverkan i miljön. För att undvika miljöförstöring från sådan miljöfarlig verksamhet måste därför lämpliga skyddsåtgärder vidtas.